# Alfredo Linares
Alfredo Linares – kubański zapaśnik w stylu klasycznym. Złoty medalista igrzysk panamerykańskich w 1991 roku. Czterokrotny złoty medalista mistrzostw panamerykańskich (1988-1991). Triumfator Igrzysk Ameryki Środkowej i Karaibów w 1990. Drugi w Pucharze Świata w 1992 i czwarty w 1979 i 1989. Mistrz Ameryki Centralnej w 1984 i 1990 roku.